# 15 Temmuz Şehitler Anıtı ve Müzesi

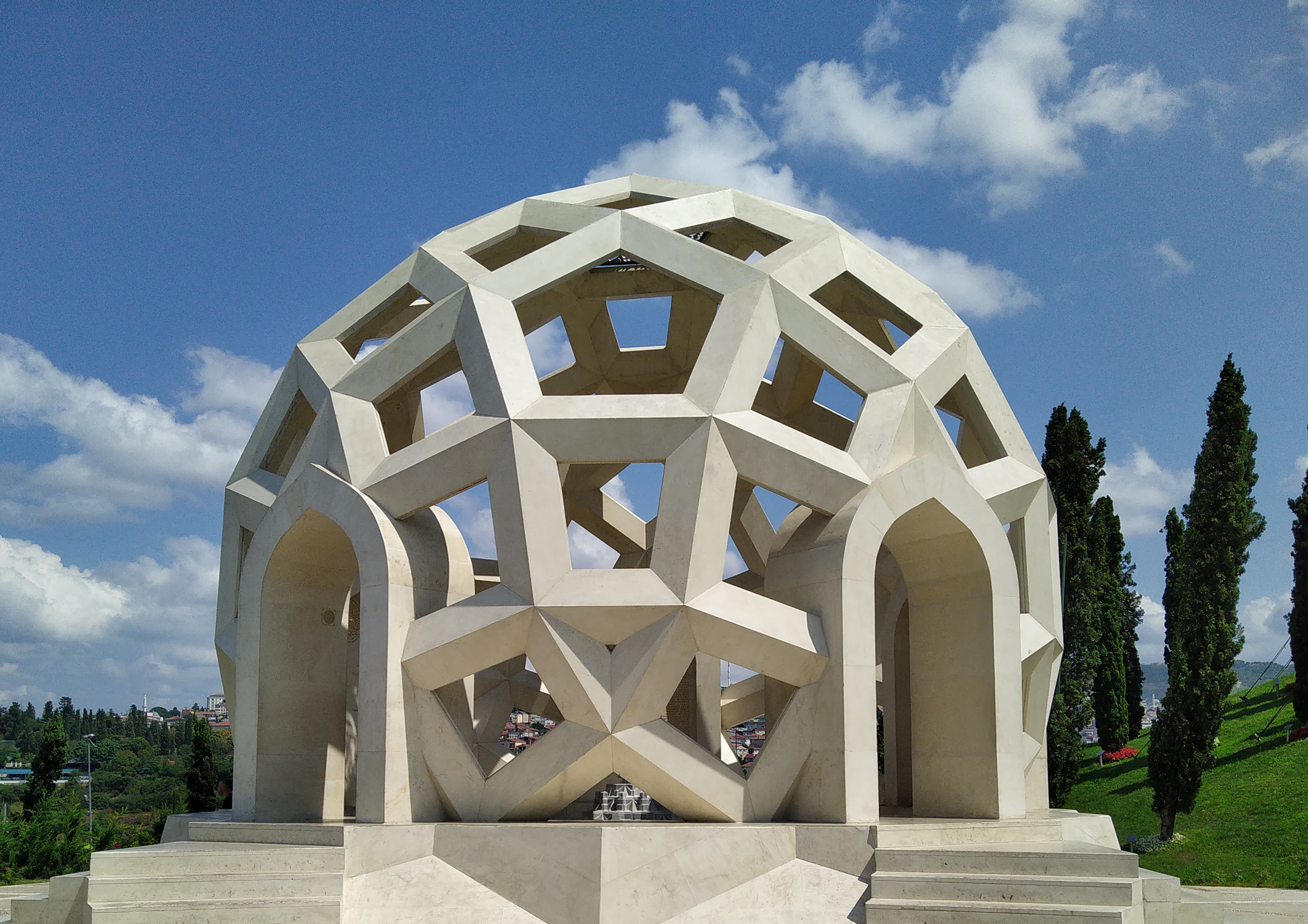

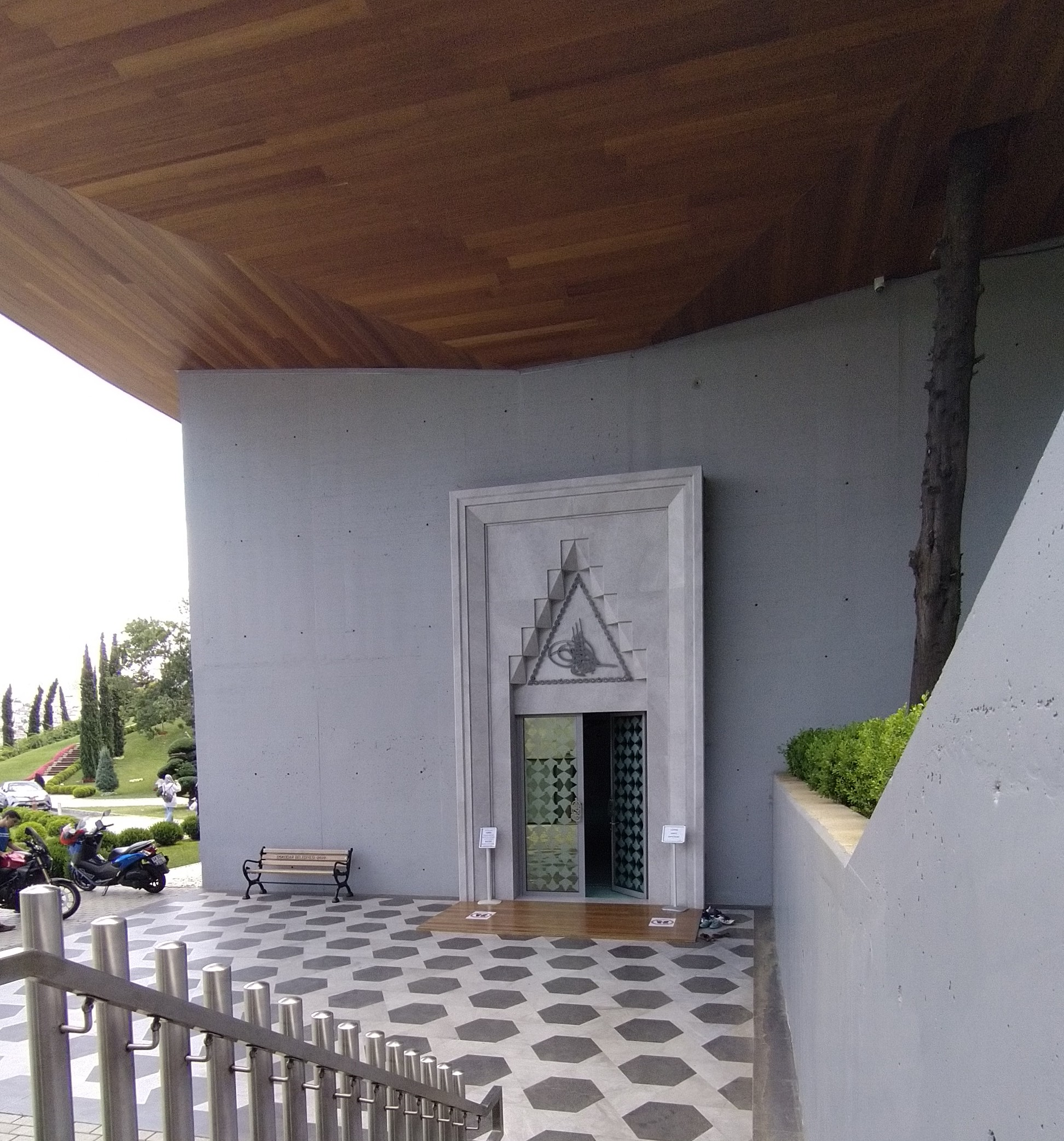

Das 15 Temmuz Şehitler Anıtı ve Müzesi (dt. Denkmal und Museum der Märtyrer des 15. Juli) ist eine Gedenkstätte und Museum in dem auf der asiatischen Seite des Bosporus gelegenen Istanbuler Stadtteil Kuzguncuk. Errichtet wurde die Anlage zum Gedenken an die in der Nacht vom 15. auf den 16. Juli 2016 beim Putschversuch in der Türkei ums Leben gekommenen Bürger, die dem Aufruf des türkischen Präsidenten Recep Tayyip Erdoğan folgten und Widerstand gegen die Putschisten leisteten.

## Zweck und Exponate
Laut der offiziellen Website der Abteilung für Öffentlichkeitsarbeit wird 

„… im Museum die Geschichte des Kolonialismus, die Chronologie der Putsche auf der ganzen Welt und der epische Widerstand in der Nacht des Putschversuchs vom 15. Juli in der Türkei in allen Aspekten erläutert.“

 Insgesamt hat die Gedenkstätte eine Größe von 1500 m², wovon 200 m² als Museum ausgewiesen wurden. Umgeben wird das Gelände von einer 11.500 m² großen Grünfläche. Der Bau unter Schirmherrschaft des türkischen Präsidenten dauerte insgesamt anderthalb Jahre, im Jahr 2020 wurde die Gedenkstätte schließlich für Besucher geöffnet.
Das Museum befindet sich in der Nähe der Brücke der Märtyrer des 15. Juli (asiatische Seite) und ist mit dem Metrobus Istanbul gut zu erreichen. Es werden verschiedene Exponate gezeigt. Direkt am Eingang befindet sich eine Wand mit den Namen der beim Putschversuch ums Leben gekommenen mit einer Inschrift (sinngemäß „nicht vergessen“). Auf dem monumentalen Stein am Eingang des Museums heißt es sinngemäß: „Dieses Märtyrer-Denkmal wurde gemäß dem Willen des türkischen Präsidenten Reçep Tayyip Erdoğan errichtet zum Gedenken unserer heldenhaften Brüder und Schwestern, die am 15. Juli 2016 den Märtyrertod erlitten haben.“
An der Decke hängen 251 weiße Tauben, die symbolisch für die Opfer stehen. Es stehen 3D-Videos zu den Ereignissen der Putschnacht zur Verfügung, außerdem können weitere Informationen hierzu, sowie auch zur Geschichte des Kolonialismus über Touchscreens abgerufen werden. Des Weiteren werden Fotos und die Biographien der Verschiedenen gezeigt. Der Zutritt zum Museum ist kostenlos. Der Präsident des „15.-Juli-Vereins“ Tarık Şebik verkündete, dass die für das Jahr 2020 anvisierte Besucherzahl von 500.000 Besuchern im ersten Jahr der Eröffnung erreicht wurde.

## Organisatorische Einordnung
Die Gedenkstätte und das Museum der Märtyrer vom 15. Juli wurde der Generaldirektion für Kulturerbe und Museen des Ministeriums für Kultur und Tourismus zugewiesen.